# Homoacetatgärung
Homoacetatgärung ist die bakterielle Umsetzung von Zuckern zu Essigsäure unter anoxischen Bedingungen ohne Einbeziehung von Sauerstoff (O2) oder anderen externen Elektronenakzeptoren. Weil dabei kein externer Elektronenakzeptor (Oxidans) verbraucht wird, ist sie eine „echte“ Gärung (im Gegensatz zur Essigsäuregärung durch Essigsäurebakterien).
Die Homoacetatgärung ist exergon und dient den Bakterien als Energiequelle. Homoacetatgärer sind bestimmte Arten der Bakterien-Gattung Clostridium, zum Beispiel Clostridium aceticum, Clostridium thermoaceticum und Clostridium formicoaceticum, aber auch acetogene Bakterien wie Arten von Acetobacterium und Moorella thermoacetica.

## Summengleichung und Verlauf

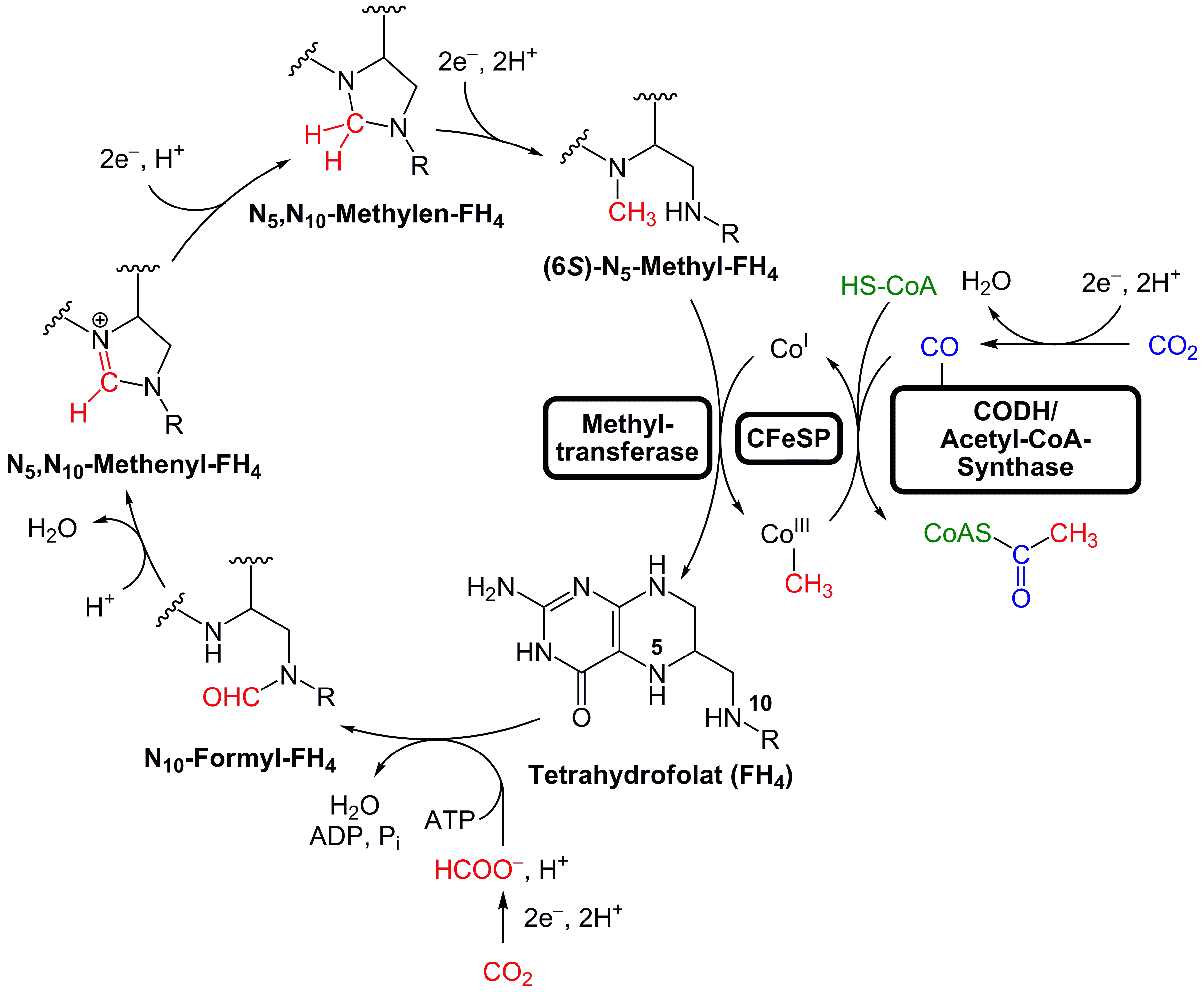
Der reduktive Acetyl-CoA-Weg, für Einzelheiten bitte Text beachten. Der Stoffwechselweg ist kein Zyklus, jedoch werden die daran beteiligten Coenzyme in kleineren Zyklen regeniert.

Die Summengleichung der komplizierten, über mehrere Zwischenstufen verlaufenden Umsetzung von D-Glucose zu Acetat, die deprotonierte Form der Essigsäure, lautet:
{\displaystyle \mathrm {Glucose+4\ ADP+4\ P_{i}\longrightarrow 3\ Acetat+4\ ATP} }
Glucose wird in der sogenannten „Glykolyse“ zu zwei Molekülen Pyruvat abgebaut. Diese werden anschließend oxidativ decarboxyliert, so dass sich – unter Verbrauch von Coenzym A – Acetyl-CoA und formal Wasserstoff bildet. Über die Zwischenstufe Acetylphosphat entsteht schließlich unter ATP-Gewinn Acetat, welches ausgeschieden und nicht wie beim oxidativen Zuckerabbau über den Citratzyklus weiter abgebaut wird. Durch diese Prozesse entstehen zwei der drei Moleküle Acetat.
Das Besondere an der Homoacetatgärung ist die Bildung des dritten Acetat-Moleküls, welches man als den reduktiven Acetyl-CoA-Weg bezeichnet (siehe dort). Es wird aus den beiden bei vom Pyruvat abgespaltenen Kohlenstoffdioxid-Molekülen (CO2) reduktiv aufgebaut. Ein CO2-Molekül wird an einem Enzym zu Kohlenstoffmonoxid (CO) reduziert. Das zweite CO2-Molekül wird stufenweise zu einer Methylgruppe (-CH3) reduziert, wobei das Coenzym Tetrahydrofolsäure eine wichtige Rolle spielt. Diese Methylgruppe wird über ein Cobalamin-Enzym mit dem Kohlenstoffmonoxid vereinigt und das Produkt als Acetyl-CoA abgespalten. Wie oben beschrieben wird Acetyl-CoA zu Acetat umgesetzt, wobei ATP erzeugt wird. Für die Reduktionen werden die ebenfalls bei der Glykolyse gebildeten Reduktionsmittel verwendet.
Da bei diesem zweiten Vorgang der Acetatbildung der vorher gebildete Wasserstoff wieder verbraucht wird, spricht man auch von einer „Syntrophie innerhalb einer Zelle“.

## Essigsäurebildung aus CO2und H2
Homoacetatgärer, die das Enzym Hydrogenase besitzen, z. B. Clostridium aceticum, können auch Energie aus der Umsetzung von Kohlenstoffdioxid und elementarem Wasserstoff (H2) zu Essigsäure gewinnen. Die Summengleichung dafür lautet:
{\displaystyle \mathrm {2\ CO_{2}+4\ H_{2}\longrightarrow CH_{3}COOH+2\ H_{2}O} }
Die Änderung der Freien Energie unter Standardbedingungen, bei pH = 7, beträgt für diese Reaktion ΔG0' = −112 kJ/mol.
Diese Bakterien sind demnach chemolithotroph, das bedeutet, sie können als Elektronendonator (Reduktans) einen anorganischen Stoff (hier H2) nutzen. Außerdem sind sie Kohlenstoff-autotroph, das bedeutet, sie können ihren Kohlenstoffbedarf für das Wachstum allein aus Kohlenstoffdioxid (CO2) decken. Diese Umsetzung ist keine Gärung, weil bei der Umsetzung ein externer Elektronenakzeptor (CO2) und ein externer Elektronendonator (H2) verbraucht werden.